# In der Tarrast
In der Tarrast ist ein Weiler des Kneippheilbades Bad Grönenbach im Landkreis Unterallgäu in Bayern.

## Geografie

### Topographie
Der Weiler liegt etwa drei Kilometer südöstlich von Bad Grönenbach auf einer Höhe von 688 m ü. NN. An In der Tarrast grenzen im Uhrzeigersinn, von Norden beginnend, das Dorf Thal, der Weiler Schwenden,  der Weiler Schoren im Landkreis Oberallgäu und im Westen  das Dorf Ziegelberg im Landkreis Unterallgäu.

### Geologie
In der Tarrast befindet sich auf Schotter der Würmeiszeit des Pleistozäns. Der Untergrund besteht aus Kies und Sand.

### Geotope

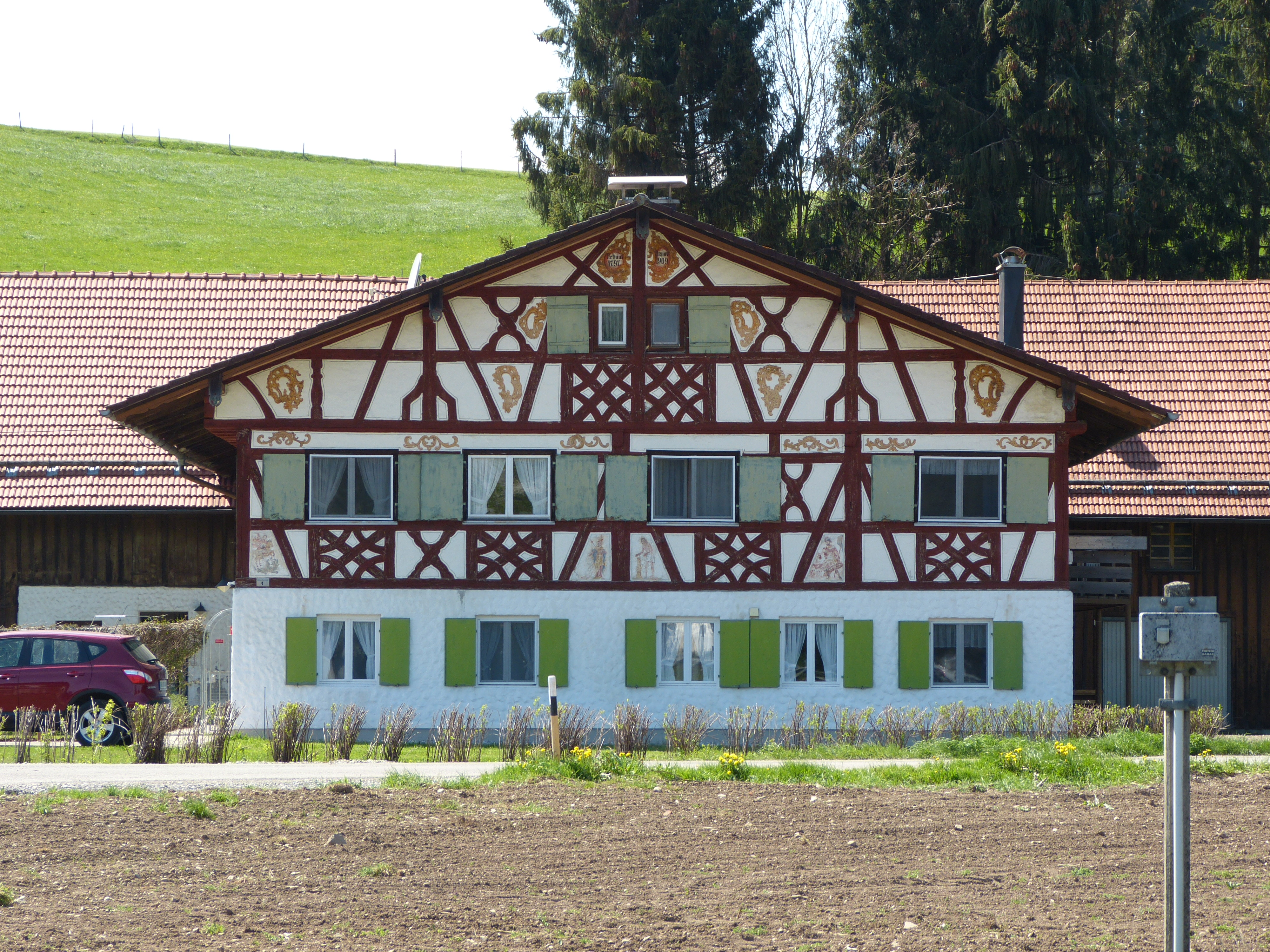
Mittertennbau des 18. Jahrhunderts

In der Tarrast liegt im größten Trompetental des Allgäus, das im Oberpleistozän entstanden ist. Das mit der Nummer 778R003 eingetragene Geotop weist eine Länge von 3600 und eine Breite von 700 Metern auf. Die Höhe beträgt rund 45 Meter, es erstreckt sich auf einer Fläche von rund 2,5 Quadratkilometer. Die Moränenwälle der Würmeiszeit sind von einer Erosionsrinne zerschnitten. Dieser folgt auch die Bahnstrecke Kempten (Allgäu)–Neu-Ulm.

## Baudenkmäler
Ein Mittertennbau von 1797 mit Fachwerkobergeschoss und flachem Satteldach ist denkmalgeschützt. Der Wirtschaftsteil des Gebäudes wurde erneuert. Nördlich des Weilers befindet sich ein spätmittelalterliches Steinkreuz aus Nagelfluh.

## Verkehr
Der Weiler ist in Ostwestrichtung durch eine Straße mit dem Weiler Schwenden und dem Dorf Ziegelberg verbunden. Von Nord nach Süd verbindet eine Straße In der Tarrast mit dem Dorf Thal und Schoren im Landkreis Oberallgäu. Die Bahnstrecke verläuft im Bereich des Weilers parallel zur Straße von Norden nach Süden.